# جان باتريك (لاعب كرة قدم)
جان باتريك هو لاعب كرة قدم برازيلي في مركز الوسط، ولد في 14 مايو 1997 في Itaparica Island ‏ في البرازيل. لعب مع سبتمفري صوفيا.

## وصلات خارجية
- جان باتريك (لاعب كرة قدم) على موقع رابطة كرة القدم اليابانية للمحترفين (اليابانية)
- جان باتريك (لاعب كرة قدم) على موقع إي إس بي إن إف سي (الإنجليزية)
- جان باتريك (لاعب كرة قدم) على موقع قاعدة بيانات كرة القدم.إي يو (الإنجليزية)
- جان باتريك (لاعب كرة قدم) على موقع Soccerbase.com (لاعب) (الإنجليزية)
- جان باتريك (لاعب كرة قدم) على موقع Soccerway.com (الإنجليزية)
- جان باتريك (لاعب كرة قدم) على موقع عالم كرة القدم.نت (الإنجليزية)